# Rhabdatomis cora
Rhabdatomis cora är en fjärilsart som beskrevs av Dyar 1907. Rhabdatomis cora ingår i släktet Rhabdatomis och familjen björnspinnare. Inga underarter finns listade.